# Mount Hope Bridge
Le Mount Hope Bridge est un pont suspendu à deux voies situé dans l'état du Rhode Island aux États-Unis. Inauguré en 1929, il relie l'île Aquidneck à son extrémité Nord et la ville de Portsmouth à celle de Bristol située sur le continent.
Sa portée est de 366 m et sa longueur totale est de 1 868 m, pour une hauteur de 87 m. La hauteur au-dessus de l'eau est de 41 m à marée haute.